# Anolis quadriocellifer
Anolis quadriocellifer (кубинський очковий аноліс) — вид ігуаноподібних ящірок родини анолісових (Dactyloidae). Ендемік Куби.

## Поширення і екологія
Кубинські очкові аноліси мешкають на півострові Гуанахакабібес на крайньому заході Куби. Вони живуть в тропічних лісах, мангрових лісах і чагарникових заростях. Живляться комахами і павуками і відкладають яйця.

## Збереження
МСОП класифікує цей вид такий, що перебуває під загрозою зникнення. Anolis quadriocellifer загрожує знищення природного середовища.